# Makrawank

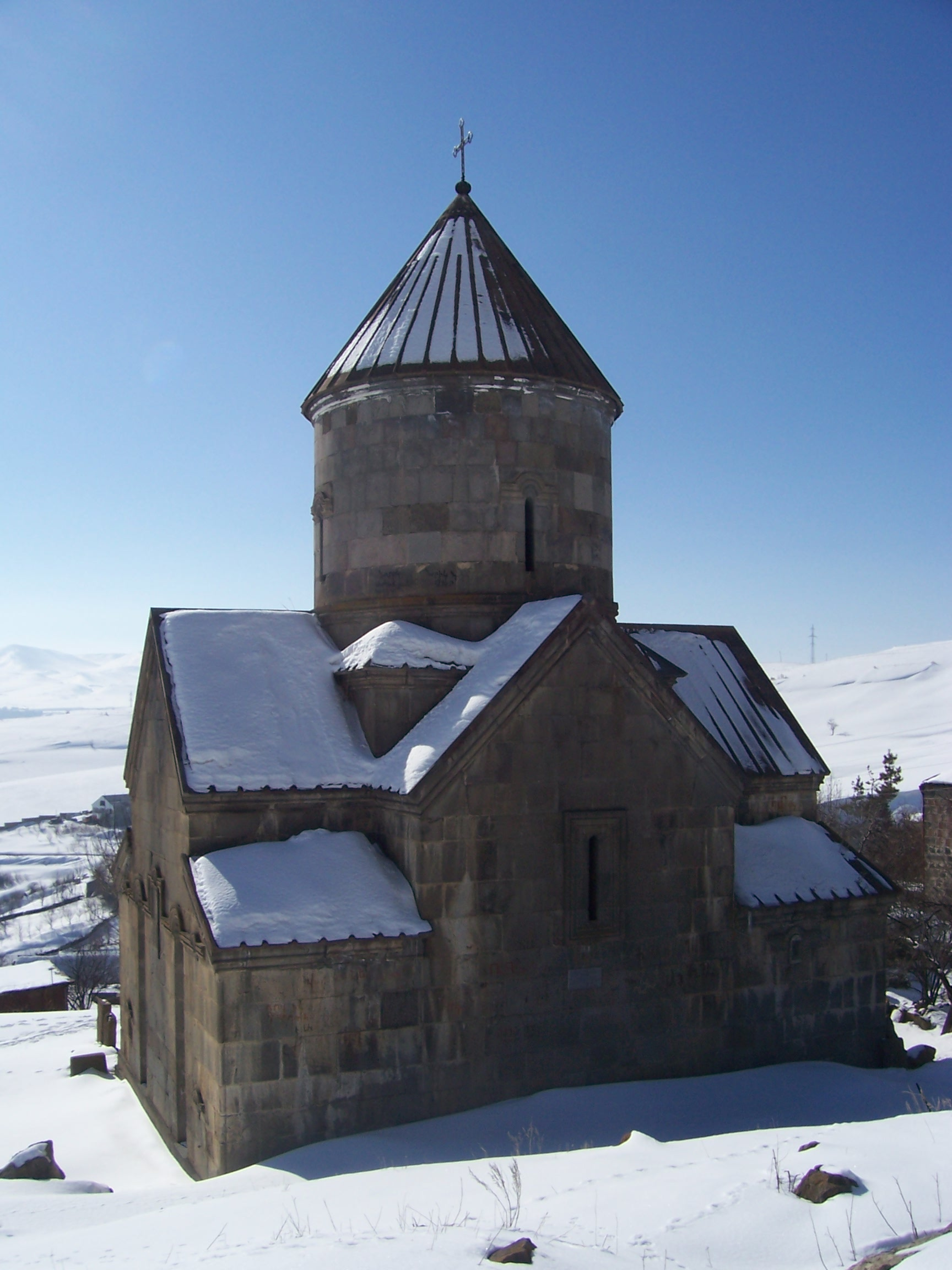
Kloster Makrawank

Makrawank (armenisch Մաքրավանք) ist ein ehemaliges Kloster der Armenischen Apostolischen Kirche in der zentralarmenischen Provinz Kotajk. Gegründet wurde es vermutlich im 13. Jahrhundert. Einige Bauten sind aber viel älter als das Kloster selbst. Heute ist es verlassen. Die Gebäude sind weitgehend zerstört und das Areal ist überwachsen.
Es ist nicht zu verwechseln mit dem Kloster Makarawank in der Provinz Tawusch.

## Lage
Das Kloster liegt im Westen der Stadt Hrasdan (Հրազդան [həraz'dan], wissenschaftliche Transliteration und englische Transkription Hrazdan). Die armenische Hauptstadt Jerewan liegt etwa 44 Kilometer Luftlinie entfernt.

## Baubeschreibung

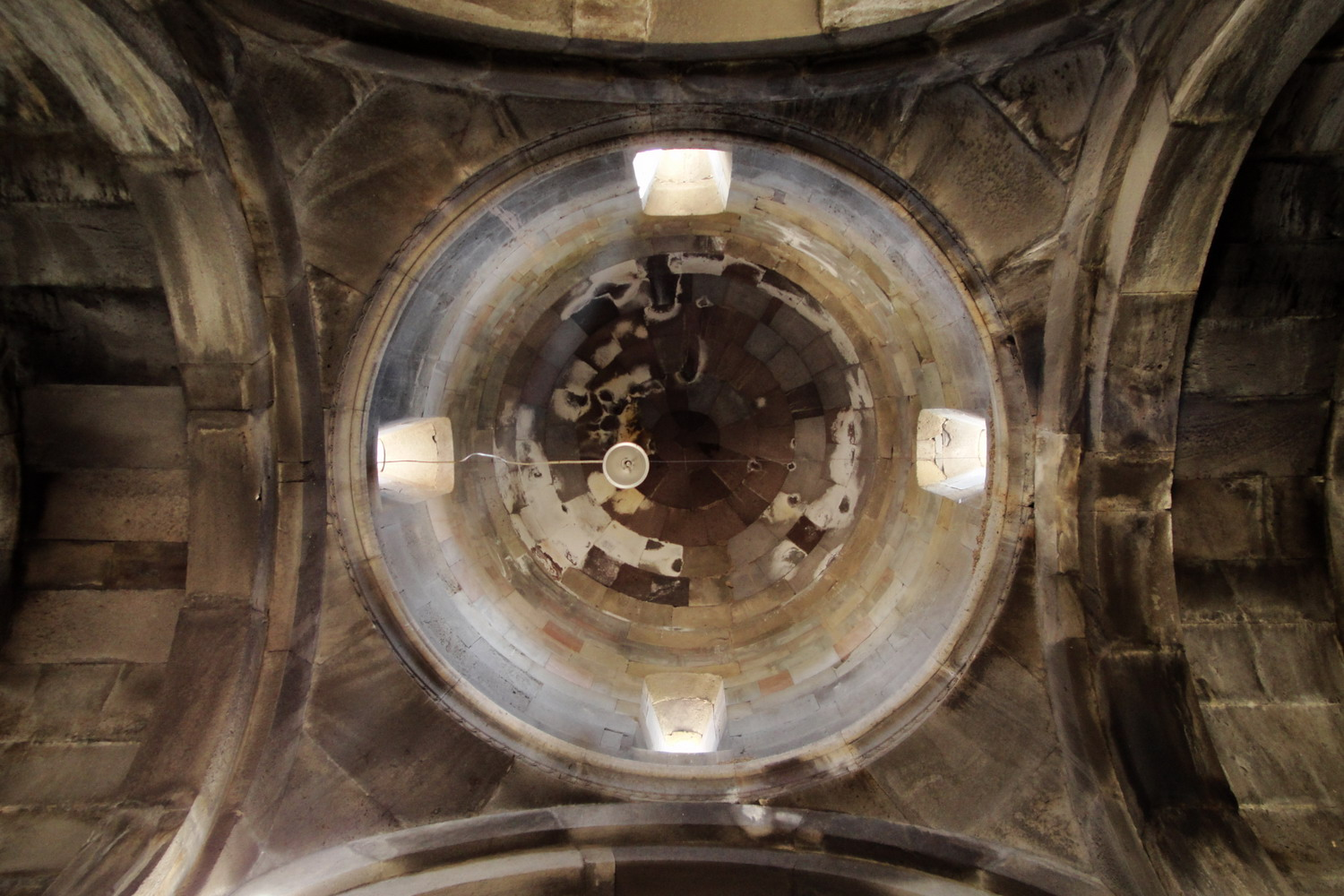
Die Zentralkuppel

Der Klosterkomplex besteht aus einer Kirche mit vorgebautem Gavit und einer separaten Kapelle. Die Hauptkirche Surb Astwazazin (armenisch Սուրբ Աստվածածին, „Heilige Muttergottes“, westarmenisch Surp Asdwadsadsin, andere Umschriften Surb Astvatsatsin, Surp Astvatsatsin, Surb Astuacacin) wurde im 13. Jahrhundert errichtet. Es ist eine überwölbte Hallenkirche. Der zentrale Kirchenraum ist von einer Kuppel mit einem Tambour bekrönt. Sie wurde nördlich an die kleine Heilandskapelle aus dem 10. Jahrhundert angebaut. Dieses Bauwerk, von dem nur noch die Fundamente stehen, konnte über einen quadratischen Eingang betreten werden. Der Gawit wurde ebenfalls im 13. Jahrhundert errichtet. Er wurde westlich an die Hauptkirche angebaut. Heute sind von ihm nur noch Teile der unteren Mauern erhalten.
Im Osten des Klosterareals gibt es einen kleinen Friedhof. Auf dem Gelände stehen einige Chatschkare (kunstvoll behauene Gedächtnissteine mit einem Reliefkreuz in der Mitte, das von geometrischen und pflanzlichen Motiven umgeben ist).